# Моран, Эрин
Эрин Мари Моран (англ. Erin Marie Moran; 18 октября 1960 — 22 апреля 2017) — американская телевизионная актриса, наиболее известная ролью Джани Каннингем в ситкоме CBS «Счастливые дни», где она снималась с 1974 по 1984 год. Эту роль она также сыграла в собственном недолго просуществовавшем спин-оффе «Джани любит Чачи», который транслировался в 1982—1983 годах.

## Биография
Моран родилась и выросла в Бербанке (штат Калифорния). Её первая телевизионная роль была в детском сериале CBS «Дактари» в 1968-69 годах, до получения роли в «Счастливые дни». Моран также сыграла центральную женскую роль в Б-фильме 1981 года «Галактический террор», а по завершении «Счастливые дни» появлялась с гостевыми ролями в «Отель», «Лодка любви», «Она написала убийство» и «Диагноз: Убийство». Также она была участником реалити-шоу VH1 Celebrity Fit Club, где с другими бывшими звёздами пыталась худеть.
В 2011 году Моран вместе с другими актёрами «Счастливые дни» подала иск на десять миллионов против CBS, которая владеет шоу, утверждая что им перестали выплачивать законные по контрактам проценты от продаж сериала. Их иск был отклонён в октябре того же года, однако в июле 2012 года они всё же выиграли очередной суд и получили законные выплаты от CBS.
Скончалась от рака горла в апреле 2017 года.